# Guacamole

Guacamole

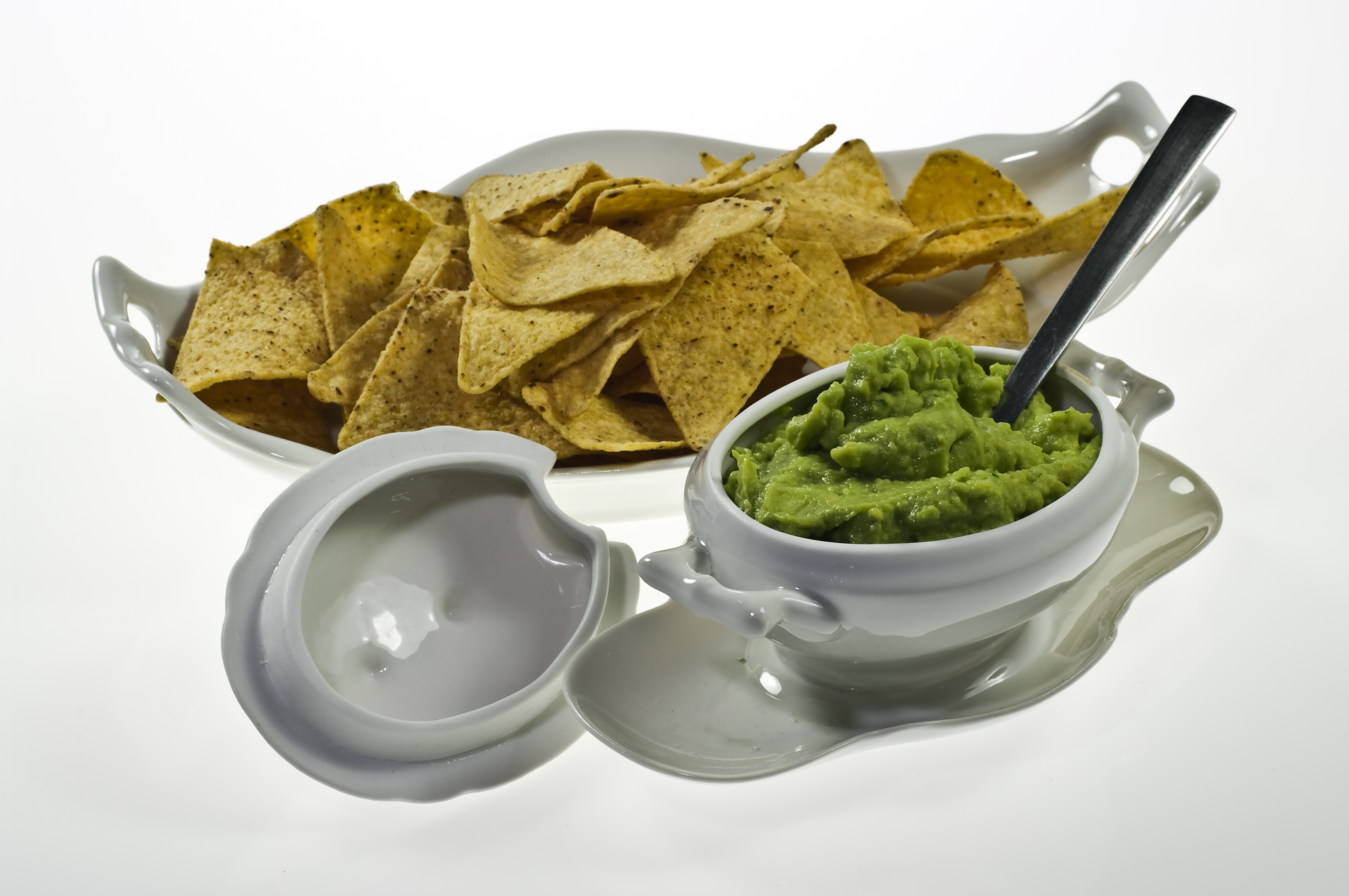
Guacamole

Guacamole – meksykański sos (salsa) przyrządzany na bazie awokado.
Guacamole swoje początki miał już w czasach azteckich. Oprócz awokado dodaje się także limonkę i sól. Poszczególne rodzaje guacamole mogą zawierać pomidory, paprykę chili, cebulę, kolendrę, czosnek i inne przyprawy. Spożywa się go zazwyczaj z plackami tortilla, chociaż Meksykanie dodają go do niemal każdej przystawki. Nazwa guacamole pochodzi z języka nahuatl, āhuacamolli (w języku nahuatl āhuacatl - awokado, molli - sos), w języku hiszp. wymawia się je jako guakamole.
Guacamole stało się popularną przekąską w wielu krajach, w tym w USA (kuchnia tex-mex).

## Przyrządzanie
Istnieje bardzo wiele przepisów na przygotowanie tego sosu, które zależą zarówno od dostępności składników, jak i od osobistych upodobań. Najczęściej podstawą potrawy jest roztarte awokado, szczypta soli i odrobina soku z limonki lub cytryny. Tam gdzie awokado jest drogie, jako dodatkowego wypełniacza używa się kwaśnej śmietany lub majonezu, co niektórzy uważają za niepożądane ze względu na zagłuszenie smaku awokado. W kuchni meksykańskiej składników tych nie używa się do sporządzania guacamole (natomiast są one popularne w amerykańskich wersjach tego sosu). Awokado należy najpierw pozbawić pestki, a następnie włożyć do miski (w Meksyku używa się w tym celu specjalnego naczynia tzw. molcajete - które ma kształt kamiennego moździerza) i rozetrzeć nożem lub widelcem, dodany później sok z limonki zapobiega zmianie koloru startego owocu. Inne składniki sieka się albo kroi i miesza z wcześniej przygotowanym awokado.